# 八幡神社 (美濃市片知)
八幡神社（はちまんじんじゃ）は、岐阜県美濃市片知にある神社（八幡神社）。

## 概要
旧・武儀郡片知村（現・美濃市片知）の産土神社である。創建時期は不詳。
1873年（明治6年）に村社となる。1925年（大正14年）に片知地区の熊野神社、加羅神社、神明神社を合祀する。
1958年（昭和33年）、岐阜県神社庁より銀幣社に指定される。

## 主祭神
- 応神天皇

## 合祀祭神
- 家都御子神
- 熊野夫須美神
- 熊野速玉男神
- 天照大御神

## 境内社
- 熊野神社
- 加羅神社
  - 水天宮、舎護利神社、畑神社を合祀した神社[4]
- 神明神社
- 津島神社

## 所在地
- 岐阜県美濃市片知452